# Michael Grünerwald
Michael Grünerwald (* 17. November 1899; † August 1974 in Fort Lauderdale, Florida, Vereinigte Staaten) war ein deutscher Fußballspieler. 

## Karriere
Grünerwald gehörte von 1917 bis Februar 1924 dem 1. FC Nürnberg als Abwehrspieler an. In den vom Süddeutschen Fußball-Verband organisierten Meisterschaften bestritt er im Ostkreis, ab der Saison 1919/20 in der Kreisliga Nordbayern, ab der Saison 1923/24 in der leistungsdichteren und nicht in Kreisligen unterteilten Bezirksliga Bayern, Punktspiele.
Während seiner Vereinszugehörigkeit gewann sechs regionale Meisterschaften. Zu seinem größten sportlichen Erfolg zählt die am 12. Juni 1921 in Düsseldorf mit 5:0 gegen Vorwärts 90 Berlin errungene Deutsche Meisterschaft. 
Obwohl er bis zum März 1924 insgesamt 166 Pflichtspiele für den Club absolvierte und als technisch limitiert galt – Grünerwald stach weniger durch Ballfertigkeit als vielmehr durch „Kampfkraft und Einsatzwillen“ hervor – gehörte er nie zur absoluten Stammformation.
Viel mehr steht er für das Problem, dass der 1. FC Nürnberg auf der rechten Abwehrseite hatte. Dort versuchte sich 1920 beim Gewinn der ersten Deutschen Meisterschaft für den Club noch Anton Kugler, der jedoch nach dem Ausscheiden von Jean Steinlein auf die linke Abwehrseite wechselte und dort zu einer festen Clubgröße wurde. Grünerwald nahm Kuglers Platz auf rechts ein und stand bei der erfolgreichen Titelverteidigung 1921 im Finale. Auch im ersten der beiden Finalspiele 1922 gegen den Hamburger SV stand Grünerwald noch in der Startelf. Das zweite Finale verpasste er dann, weil sich bei einem Zwischenstopp auf der Fahrt zum Finalort den Fuß verstauchte. An seiner Stelle spielte dann Ersatzspieler Reitzenstein. Im Laufe des Jahres 1922 löste ihn dann Emil Köpplinger als rechter Verteidiger der Stammformation ab.
Im März 1924 begab er sich nach Frankfurt am Main und schloss sich dort der Eintracht an, für die er in der Bezirksliga Main bis 1925 spielte. Für ihn sind aus dieser Zeit 19 Punktspiele, in denen er vier Tore erzielte, und drei Spiele im Wettbewerb um den Süddeutschen Pokal, in dem ihm ein Tor gelang, dokumentiert.

## Erfolge
- Deutscher Meister 1921
- Süddeutscher Meister 1918, 1920,
- Nordbayerischer Meister 1920, 1921, 1922
- Ostkreismeister 1918

## Sonstiges
1926 wanderte Grünerwald in die Vereinigten Staaten aus. Er ließ sich in New York nieder. Die Teilhaberschaft an einer Kunstdruckerei brachte ihm Wohlstand. Bei einer Freundschaftsspielreise des 1. FC Nürnberg in die USA im Jahr 1953 konnte Grünerwald noch einmal seine alten Mannschaftskameraden Toni Kugler und Heiner Stuhlfauth begrüßen.
1974 starb er in Fort Lauderdale (Florida), wo er sich mit seiner Ehefrau Sofie (1902–1982) niedergelassen hatte.